# Salvador Ribes Diago
Salvador Ribes Diago (Onda, Plana Baixa, 21 d'abril de 1958) va ser un futbolista valencià que jugava com a migcampista.
Debuta al CE Castelló, sent un dels jugadors principals a l'equip que quedà campió de Segona divisió el 1981. El València el fitxa juntament amb Robert, i després d'una temporada on no comença com a titular, es guanya un lloc a l'equip en les dos temporades següents.
Especialista en llançaments de penal, va protagonitzar un duel amb Arkonada durant tota l'etapa al club merengot. Amb el Sabadell tornaria a aconseguir un ascens a primera divisió.

## Clubs
| Club        | Lloc          | Any         |
| ----------- | ------------- | ----------- |
| CE Castelló | País Valencià | 1976 - 1981 |
| València CF | País Valencià | 1981 - 1985 |
| CE Sabadell | Catalunya     | 1986 - 1987 |